# Basilica di Sant'Antonio Abate e Santa Francesca Cabrini
La basilica di Sant'Antonio Abate e Santa Francesca Cabrini è un  luogo di culto cattolico che si trova a Sant'Angelo Lodigiano, in provincia e diocesi di Lodi; fa parte del vicariato di Sant'Angelo Lodigiano.
La chiesa parrocchiale di Sant'Angelo Lodigiano è quella dedicata a sant'Antonio abate e a santa Francesca Cabrini, e porta il titolo di basilica minore.

## Storia
L'edificio attuale, eretto tra il 1928 e il 1938, venne realizzato sopra la precedente chiesa parrocchiale secentesca, demolita perché considerata relativamente piccola. La parrocchia può considerarsi erede dell'antica pieve di Santa Maria di Cogozzo (un centro inglobato a Sant'Angelo, borgo costruito intorno al nuovo castello visconteo sorto nel Trecento), la cui storia risale almeno al 1210 quando essa viene citata per la prima volta come ubicata al centro dell'abitato locale e già dotata di un arciprete nella figura di tale Gerardo. La chiesa originaria venne ceduta ad un convento e i diritti parrocchiali trasferiti alla chiesa di Sant'Antonio Abate vicino al castello, poi demolita e ricostruita nel XV secolo sulla pianta della precedente e nel 1535 venne ri-dedicata sempre a Sant'Antonio abate, poi a sua volta ricostruita in forme barocche.
Attorno al 1660, su proposta dei fedeli, il parroco don Domenico Longo s'impegnò per una nuova edificazione della chiesa "con maggior decoro". I lavori ebbero inizio il 12 giugno 1662 e terminarono il 4 agosto del 1673: questa chiesa era dotata di tre navate con quattro cappelle a destra e tre nicchie a sinistra, oltre al battistero. Venne realizzato in quell'occasione anche il campanile ancora visibile che venne poi soprelevato nel 1787 in stile barocco e che venne ultimato nel 1826 con la costruzione di una terrazza dove porre una colonna scanalata di stile neoclassico sulla cui sommità svetta ancora oggi una statua di San Michele n marmo di Viggiù, opera dello scultore milanese Butti. Sempre relativamente al campanile, nel 1767 il concerto di campane venne portato da tre a cinque e venne costruito l'altare maggiore in marmi pregiati che rimase in uso nella basilica sino al 1968.
La chiesa attuale, costruita come si è detto sulla precedente, venne realizzata in stile neorinascimentale bramantesco, in muratura semplice e segue una pianta a forma di croce latina con un caratteristico presbiterio a trifoglio. La chiesa internamente è suddivisa in tre navate: quella centrale, alla corrispondenza coi bracci laterali, si allarga a formare un ottagono, mentre le navate laterali si torcono sino a girare attorno alle absidi stesse. Nel presbiterio ottagonale quelle che sono le volte si portano verso l'alto sino al tiburio, formando una cupola di altezza complessiva di 30 metri.
Il primo progetto della basilica venne in realtà pensato già dal 1859 per iniziativa del parroco don Bassano Dedè (che fu a suo tempo anche padre spirituale di Francesca Cabrini) e venne messo a progetto dall'ingegnere Giovanni Vandoni di Milano, ma a causa della seconda guerra d'indipendenza italiana il progetto venne momentaneamente accantonato e ripreso solo negli anni immediatamente precedenti la prima guerra mondiale quando però venne ripensato un nuovo progetto per mano dell'architetto Venturini di Cremona, ma anche questo progetto venne momentaneamente accantonato.
Fu solo nel 1921, grazie all'operato del nuovo parroco monsignor Enrico Rizzi, che si ripropose il problema della costruzione della nuova chiesa e per questo progetto definitivo venne scelto l'ingegnere milanese Spirito Maria Chiappetta. Il 7 luglio 1928 venne posta la prima pietra ed ebbero inizio i lavori di costruzione del tempio sacro. In dieci anni la chiesa poteva dirsi ormai pronta e poté essere consacrata il 28 ottobre 1938 da mons. Pietro Calchi Novati, vescovo di Lodi. Il 13 novembre di quello stesso anno avvenne la beatificazione di Francesca Cabrini.
La chiesa, pur alla sua consacrazione, si presentava molto spoglia e fu solo nel 1944 che se ne decise la decorazione interna ad opera del pittore Taragni di Bergamo e della sua scuola, ad eccezione dei grandi affreschi delle lunette, delle tazze e degli absidi che vennero affidati al pittore bergamasco Pasquale Arzuffi. Successivamente vennero aggiunte anche le vetrate istoriate realizzate dall'artista lodigiano Gaetano Bonelli.
Gli ultimi lavori di rifacimento all'interno della chiesa si compirono negli anni sessanta quando venne ristrutturato il presbiterio che è come appare oggi ad opera dell'architetto mons. Valerio Vigorelli della Scuola del Beato Angelico di Milano. Nel 1969 l'antico altare della chiesa venne trasferito in quella dedicata a Santa Maria Regina nella frazione di Cogozzo e la cappella di Sant'Antonio venne ridedicata al Santissimo Sacramento. Nel 1976 venne rifatto il pavimento con pesanti lastre di granito.

## Descrizione

### Interno
All'interno della basilica si sono conservate delle tracce della precedente chiesa parrocchiale come ad esempio la cappella della Madonna del Rosario, risalente al XV secolo e di pieno stile rinascimentale con altare originale ed affreschi del Morazzone sulla volta, affiancati a quelli laterali realizzati dal pittore Arzuffi negli anni Cinquanta. La statua della Vergine presente nella cappella è realizzata in legno gessato ed è sovrastata da una piccola tela raffigurante Dio padre attribuita a Daniele Crespi.
Di rilievo è anche il battistero seicentesco, dove venne battezzata santa Francesca Cabrini il 15 luglio 1850.
Nella cappella del Sacro Cuore è presente una Madonna con bambino e santi del XV secolo, un affresco strappato dalla vecchia chiesa e poi qui ricollocato. In quella del Santissimo Sacramento, è presente invece una tavola lignea del Cinquecento raffigurante "San Raffaele" ed attribuita a Bernardino Lanino in cui è chiaramente visibile l'influenza stilistica di Gaudenzio Ferrari presso la cui bottega il pittore lavorò negli anni della sua formazione artistica.
La più importante tra le cappelle è certamente quella dedicata a santa Francesca Cabrini dove troneggia una grande tela centrale del pittore Galizzi affiancata da altri due quadri del pittore Cesare Secchi. Sull'altare marmoreo si trova un prezioso reliquiario contenente il radio della santa.